# サクセネア
サクセネア(Saksenaea)は、接合菌類に属するカビの一種で、壷型の胞子のうを形成する変わったカビである。

## 特徴
サクセネアは、熱帯を中心に分布するカビで、S. vasiformis Saksena 1953　という一種のみが知られている。菌糸体は多核体のよく発達した菌糸からなる。気中菌糸を出し、胞子のうをつける。胞子のうは気中菌糸が基質に付着した場所に生じ、下には二又分枝する仮根を出す。胞子のうはそこから上に伸び、始めは短い柄の上の卵状楕円形の膨らみとして生じ、次第に基部が膨らみ先が細長く伸び、首の長い瓶のような形となる。全体の高さは200μ程度になる。胞子のう内部は胞子のう胞子に分かれ、基部にはドーム型の柱軸ができる。アポフィシスははっきりしない。普通は単独で生じるが、基部で二又分枝して二つ一緒に生じる例もある。
成熟すると胞子のう壁は褐色に着色し、丈夫になって壊れにくくなる。胞子は他のケカビ類のように胞子のう壁が溶けたり壊れたりすることによるのではなく、胞子のうの先端に穴を開けて出てくる。胞子のうのとがった先端部が溶けて丸い穴が開くと、そこに粘液滴を生じ、その中に胞子が放出される。
小胞子嚢や分節胞子嚢は形成しない。有性生殖は全く知られていない。

## 生育環境
熱帯域を中心に世界に広く分布し、最初の発見はインドである。日本からも採集されている。土壌から発見される例が多いが、ヒトのムコール症の原因として発見された例がある。いずれにせよ、まれにしか発見されることがない。
培養においては、通常の培地でよく生育するが、胞子形成はあまりよくない。特殊な糖類を要求する、あるいは寒天培地上のコロニーを切り取り、水面に浮かべるとよく胞子形成するなどの報告がある。土壌中の特殊な条件、あるいは要素との生態的な関係をもっている可能性があるが、解明されていない。

## 分類
このカビは菌糸体や無性生殖器官の特徴から、明らかに接合菌類のケカビ目に属すると考えられる。しかし、その胞子のうの形態と性質は非常に特異である。ほとんどのケカビ目の胞子のうは球形に近い。外見的にはやや近いのがソーセージ型のロボスポランギウム（旧名Echinosporangium）である。瓶型に近い形の胞子のうをもつものとしてはHalteromycesがあるが、こちらは胞子のう壁が崩れる点でむしろ普通のケカビ類に近い。
他方、胞子のうに柱軸を持つ点、それ以外の胞子嚢派生の構造を持たない点ではむしろ普通のケカビに近いとも見えるし、匍匐菌糸に仮根とともに胞子嚢を生じる点ではクモノスカビなどともよく似ている。このような観点から、ケカビ科に所属させることがある。しかし、特異性を重視して独立科とする説もあり、判断が分かれる。サクセネア科はC.W.HesseltineとJ.J.Ellisが1974年に提唱したもので、その際、この属とEchinosporangium(後にロボスポランギウムに改名された)をこれに含めた。しかし、後者については近年はクサレケカビ科とすることが多いので、サクセネア科を認めた場合、現在ではこの属のみが所属する。有性生殖が知られていないことも、判断を難しくしている。
20世紀末よりの分子系統の発達からこのような形態による分類体系が人為的であることが示され、大きく見直された。この属についてはHoffmann et al.(2013)はサクセネア科を認めるが、この科に含まれるのは本属ともう一つは Apophysomyces で、これは外見的にはユミケカビに似たものである。またこの科はラジオミセスと姉妹群をなすとの判断をしている。
ちなみに属の学名は、命名者の恩師に献名されているが、命名者と同姓なので、まるで自分の名をつけたような格好になっている。